# Cúp quốc gia Scotland 1909–10
Cúp quốc gia Scotland 1909–10 là mùa giải thứ 37 của giải đấu bóng đá loại trực tiếp uy tín nhất Scotland. Chức vô địch thuộc về Dundee khi đánh bại Clyde 2–0 trong trận đá lại lần 2 Chung kết, sau khi hòa 2–2 và 0–0.

## Lịch thi đấu
| Vòng      | Ngày thi đấu đầu tiên | Số trận đấu | Số đội tham gia |
| --------- | --------------------- | ----------- | --------------- |
| Vòng Một  | 22 tháng 1 năm 1910   | 16          | 32 → 16         |
| Vòng Hai  | 5 tháng 2 năm 1910    | 8           | 16 → 80         |
| Tứ kết    | 19 tháng 2 năm 1910   | 4           | 8 → 4           |
| Bán kết   | 12 tháng 3 năm 1910   | 2           | 4 → 2           |
| Chung kết | 9 tháng 4 năm 1910    | 1           | 2 → 1           |

## Vòng Một
| Đội nhà             | Tỉ số | Đội khách             |
| ------------------- | ----- | --------------------- |
| Aberdeen            | 2 – 2 | Bo'ness               |
| Ayr                 | 3 – 2 | Alloa Athletic        |
| Bathgate            | 0 – 4 | Heart of Midlothian   |
| Douglas Wanderers   | 0 – 6 | Airdrieonians         |
| Dumbarton           | 1 – 2 | Celtic                |
| East Fife           | 4 – 1 | Hurlford              |
| Falkirk             | 3 – 0 | Port Glasgow Athletic |
| Hamilton Academical | 0 – 0 | Hibernian             |
| Kilmarnock          | 0 – 0 | Third Lanark          |
| Leith Athletic      | 0 – 1 | Clyde                 |
| Morton              | 4 – 3 | Partick Thistle       |
| Motherwell          | 1 – 0 | Forfar Athletic       |
| Queen's Park        | 0 – 0 | Kirkcaldy United      |
| Rangers             | 5 – 1 | Inverness Thistle     |
| St Mirren           | 8 – 0 | Elgin City            |

### Repeat
| Đội nhà  | Tỉ số | Đội khách |
| -------- | ----- | --------- |
| Aberdeen | 3 – 0 | Bo'ness   |

### Đá lại
| Đội nhà      | Tỉ số | Đội khách           |
| ------------ | ----- | ------------------- |
| Dundee       | 1 – 0 | Beith               |
| Hibernian    | 2 – 0 | Hamilton Academical |
| Queen's Park | 6 – 1 | Kirkcaldy United    |
| Third Lanark | 6 – 1 | Kilmarnock          |

#### Đá lại
| Đội nhà      | Tỉ số | Đội khách  |
| ------------ | ----- | ---------- |
| Third Lanark | 2 – 0 | Kilmarnock |

## Vòng Hai
| Đội nhà    | Tỉ số | Đội khách           |
| ---------- | ----- | ------------------- |
| Aberdeen   | 3 – 0 | Airdrieonians       |
| Ayr        | 0 – 1 | Hibernian           |
| Celtic     | 3 – 1 | Third Lanark        |
| Clyde      | 2 – 0 | Rangers             |
| Dundee     | 3 – 0 | Falkirk             |
| East Fife  | 2 – 3 | Queen's Park        |
| Motherwell | 3 – 0 | Morton              |
| St Mirren  | 2 – 2 | Heart of Midlothian |

### Đá lại
| Đội nhà   | Tỉ số | Đội khách           |
| --------- | ----- | ------------------- |
| St Mirren | 0 – 0 | Heart of Midlothian |

#### Đá lại lần 2
| Đội nhà   | Tỉ số | Đội khách           |
| --------- | ----- | ------------------- |
| St Mirren | 4 – 0 | Heart of Midlothian |

## Tứ kết
| Đội nhà      | Tỉ số | Đội khách           |
| ------------ | ----- | ------------------- |
| Celtic       | 2 – 1 | Aberdeen            |
| Hibernian    | 0 – 1 | Heart of Midlothian |
| Queen's Park | 2 – 2 | Clyde               |
| Motherwell   | 1 – 3 | Dundee              |

### Đá lại
| Đội nhà             | Tỉ số | Đội khách    |
| ------------------- | ----- | ------------ |
| Clyde               | 2 – 2 | Queen's Park |
| Heart of Midlothian | 0 – 1 | Hibernian    |

#### Đá lại lần 2
| Đội nhà | Tỉ số | Đội khách    |
| ------- | ----- | ------------ |
| Clyde   | 0 – 1 | Queen's Park |

## Bán kết
| Clyde | 3 – 1 | Celtic |
| ----- | ----- | ------ |
|       |       |        |

| Hibernian | 0 – 0 | Dundee |
| --------- | ----- | ------ |
|           |       |        |

### Đá lại
| Dundee | 0 – 0 | Hibernian |
| ------ | ----- | --------- |
|        |       |           |

#### Đá lại lần 2
| Dundee | 1 – 0 | Hibernian |
| ------ | ----- | --------- |
|        |       |           |

## Chung kết
| Dundee | 2 – 2 | Clyde |
| ------ | ----- | ----- |
|        |       |       |

### Đá lại
| Dundee | 0 – 0 (a.e.t.) | Clyde |
| ------ | -------------- | ----- |
|        |                |       |

#### Đá lại lần 2
| Dundee | 2 – 1 | Clyde |
| ------ | ----- | ----- |
|        |       |       |